# آملیا هازارد
آملیا هازارد (انگلیسی: Amelia Hazard؛ زادهٔ ۲۲ اکتبر ۲۰۰۰) بازیکن فوتبال اهل بریتانیا است.
از باشگاه‌هایی که در آن بازی کرده‌است می‌توان به باشگاه فوتبال آرسنال اشاره کرد.
وی همچنین در تیم‌های ملی فوتبال England women's national under-17 football team, England women's national under-19 football team، و England women's national under-21 football team بازی کرده‌است.